# Mike McDonald (Freestyle-Skier)
Mike McDonald (* 23. November 1975 in Thunder Bay, Ontario) ist ein ehemaliger kanadischer Freestyle-Skier. Er war auf die nicht mehr ausgetragene Disziplin Ballett (Acro) spezialisiert. Bei den Weltmeisterschaften 1999 gewann er die Silbermedaille, im Weltcup belegte er einen Podestplatz.

## Biografie
Mike McDonald wurde 1992 und 1993 kanadischer Jugendmeister im Skiballett und fand nach einem zweiten Platz im Nor-Am Cup Aufnahme in die Nationalmannschaft. Am 16. Dezember 1994 gab er in Tignes sein Debüt im Freestyle-Skiing-Weltcup. Nach drei Platzierungen unter den besten zehn belegte er bei seinen ersten Weltmeisterschaften in La Clusaz Rang 16. In der folgenden Weltcup-Saison gehörte er mit acht Top-10-Plätzen in zehn Wettkämpfen erstmals zu den besten zehn in seiner Disziplin. Im Winter darauf konnte er sich erneut verbessern und sämtliche neun Wettkämpfe unter den besten zehn beenden. Bei den Weltmeisterschaften in Iizuna Kōgen wurde er Achter. 1997/98 gelangen ihm zwei vierte Plätze und zum wiederholten Mal Rang sieben in der Weltcup-Disziplinenwertung. Zudem gewann er in seiner Paradedisziplin den dritten kanadischen Meistertitel in Folge.
Bei den Weltmeisterschaften 1999 in Meiringen-Hasliberg konnte Mike McDonald den größten Erfolg seiner Karriere feiern. Hinter dem 18 Jahre älteren Ian Edmondson gewann er Silber und sorgte damit nicht nur für die beste Ballett-Platzierung eines Kanadiers bei einem Großereignis, sondern auch die einzige Ski-Weltmeisterschaftsmedaille Kanadas in jenem Winter. Im Januar 2000 schaffte er als Dritter in Heavenly Valley, im vorletzten Ballett-Weltcup der Geschichte, seinen einzigen Podestplatz. Eine offizielle Disziplinenwertung wurde von der FIS wie schon im Winter zuvor nicht mehr veröffentlicht. Danach beendete er seine aktive Laufbahn im Leistungssport.

## Erfolge

### Weltmeisterschaften
- La Clusaz 1995: 16. Ballett
- Nagano 1997: 8. Ballett
- Meiringen-Hasliberg 1999: 2. Ballett

### Weltcup
- 29 Platzierungen unter den besten zehn, davon 1 Podestplatz

### Weltcupwertungen
| Saison  | Gesamt        | Gesamt        | Ballett       | Ballett       |
| Saison  | Platz         | Punkte        | Platz         | Punkte        |
| ------- | ------------- | ------------- | ------------- | ------------- |
| 1994/95 | 35.           | 58            | 15.           | 408           |
| 1995/96 | 20.           | 78            | 8.            | 544           |
| 1996/97 | 15.           | 79            | 7.            | 556           |
| 1997/98 | 14.           | 84            | 7.            | 336           |
| 1998/99 | keine Wertung | keine Wertung | keine Wertung | keine Wertung |
| 1999/00 | keine Wertung | keine Wertung | keine Wertung | keine Wertung |

### Weitere Erfolge
- 3 kanadische Meistertitel (Ballett 1996–1998)[2]
- 1 Podestplatz im Nor-Am Cup